# قطعنامه ۱۶۲۲ شورای امنیت
قطعنامه ۱۶۲۲ شورای امنیت سازمان ملل متحد که در تاریخ ۱۳ سپتامبر ۲۰۰۵ تصویب شد، سندی بین‌المللی دربارهٔ بررسی وضعیت میان اریتره و اتیوپی است. این قطعنامه طی نشست ۵۲۵۹ام با ۱۵ رای موافق، ۰ مخالف و ۰ ممتنع تصویب شد.